# Естель Дезанж
Стефані Бухер (8 березня 1977 , Лаваль ), відома як Естель Дезанж (фр. Estelle Desanges) — колишня французька порноакторка.

## Біографія
Потрапила в порноіндустрію в 1999 році. Стала однією з найпопулярних порноакторок Франції 2000-х. Після 2004 почала поступовий вихід з порноіндустрії.
У 2002 році випустила компіляційний альбом своєї улюбленої музики.

## Дискографія
- French Kiss – La Sélection érotique d'Estelle Desanges – CD audio – Podis.
- French Kiss Volume 2 – La Sélection Glamour d'Estelle Desanges – CD audio – Podis.
- Sex Machine – N-Gels featuring Estelle Desanges – CD audio

## Фільмографія
- Ball Buster (2000)
- Multi Angle Sex 1 (2000)
- Rocco Meats an American Angel in Paris (2000)
- Backstreets of Paris (2001)
- Collectionneuse (2001)
- Dessous de Clara Morgane (2001)
- Max 2 (2001)
- Misty Rain's Worldwide Sex 4: Sexo En Barcelona (2001)
- Objectif: Star du X (2001)
- Projet X (2001)
- Candidate (2002)
- Hot Frequency (2002)
- Journal de Pauline (2002)
- Luxure (2002)
- Sex Total (2004)
- Tu bosses ou tu baises (2005)
- Concubines (2006)
- La Pervertie (2007)
- Proies du vice (2009)

## Нагороди
- 1999 — Hot d'Or як краща європейська актриса
- 2000 — Hot d'Or
- 2009 — Приз пошани Hot d'Or